# 髋骨

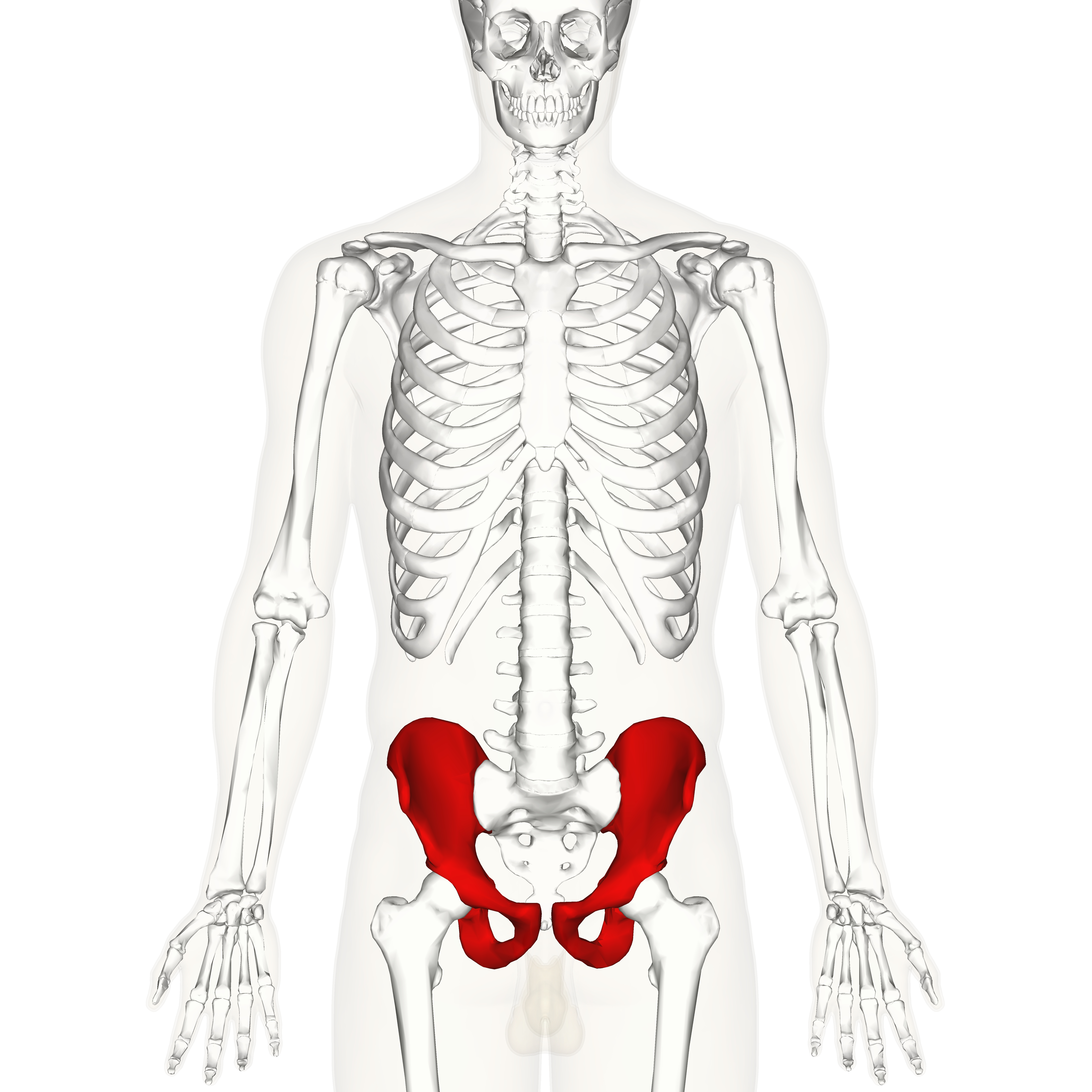
髋骨位置（红色部分）

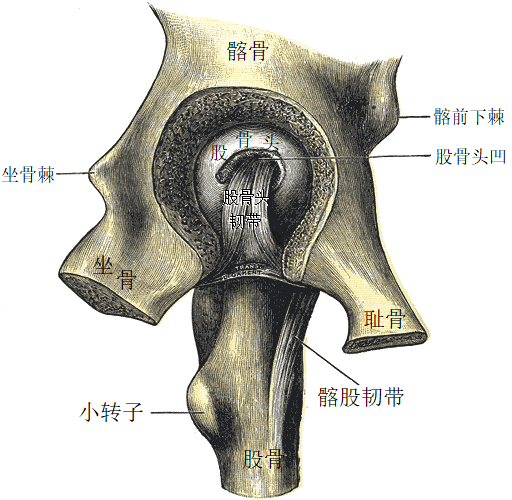
左髋关节示意图，从骨盆内往外检视，且髋臼底已移除

髋骨（hip bone）又称胯骨、髀骨，为人体腰部至臀部的大型骨骼，共左右两块。
幼年时，髋骨分为髂骨、坐骨和耻骨以及软骨连接。成年后，它们之间的软骨会骨化，成为一个整体，即髋骨。左髋骨、右髋骨、骶骨、尾骨以及它们之间的骨连接一起构成骨盆。髋骨与股骨构成髋关节。

## 备注
1. ↑  髀本义为大腿、大腿骨、股骨[3][4]，但髀骨则含义较模糊，可指股骨、髋骨[5][6]。